# Роберт VI (граф Оверни)
Роберт VI (фр. Robert VI comte d’Auvergne) (1250 — 1314) — граф Оверни и Булони с 1280.
Родился ок. 1260 года. Сын Роберта V и его жены Элеоноры де Баффи.
С 1277 сеньор де Комбрайль. В 1280 г. граф Оверни и Булони (наследовал брату — Гильому XI).
С 1297 года участвовал в войне, которую король Филипп IV вёл с фламандцами (в том числе в Битве шпор, в которой погиб его брат Годфруа).
14 июня 1279 Роберт VI женился на Беатрисе, даме де Монгаскон и де Понжибо, дочери Фалькона III, сеньора де Монгаскон, и его жены Изабеллы де Вантадур.
Сын:
- Роберт VII (ок. 1282—1325), граф Оверни и Булони.

Некоторые источники называют ещё одного ребёнка, дочь:
- Мирабилия, жена Жеро Плотона де Бюсьера, сеньора де Шаслю и де Бюсьер.

Завещание Роберта VI датировано 20 апреля 1314 года. Вероятно, вскоре после его составления он и умер, хотя в разных источниках называется и 1317, и 1318 гг.
Не следует путать графа Роберта VI с Робертом VI (1235—1281), дофином Оверни.